# Liste der Erzbischöfe von Vrhbosna
Die folgenden Personen waren bzw. sind Erzbischöfe von Vrhbosna (Sarajevo) in Bosnien und Herzegowina:
- 1881–1918 Josef Stadler
- 1922–1960 Ivan Evanđelist Šarić
- 1960–1970 Marko Alaupović
- 1970–1976 Smiljan Franjo Čekada
- 1977–1990 Marko Jozinović
- 1990–2022 Vinko Kardinal Puljić
- seit 2022 Tomo Vukšić